# Synothele mullaloo
Synothele mullaloo is een spinnensoort uit de familie Barychelidae. De soort komt voor in West-Australië.